# Disymploce yunnanea
Disymploce yunnanea är en kackerlacksart som beskrevs av Bei-Bienko 1958. Disymploce yunnanea ingår i släktet Disymploce och familjen småkackerlackor. Inga underarter finns listade i Catalogue of Life.